# الحسينية الآصفية
الحُسينيَّة الآصفيَّة أو الحُسينيَّة الكبيرة هي حُسينيَّة كُبرى في لكهنؤ عاصمة أتربرديش في الهند. تعتبر الحُسينيَّة الآصفيَّة من أكبر المباني وأفخمها في مدينة لكهنؤ الهنديَّة، بالإضافة لكونها ثاني أكبر حُسينيَّة في العالم. شيَّدها الملك آصف الدولة سنة 1784 وقُدِّر لها أن تكون تُحفةً معماريَّة فريدةً.

## التسمية
تسمى الحسينية بإسم الحسينية الآصفية نسبة إلى بانيها آصف الدولة وهو نواب أوده الرابع وحاكم دولة أوده، كذلك تسمى بَڑا اِمام باڑہ، المكونة من كلمتين، كلمة بَڑا (صفة مذكرة) تعني كبير و اِمام باڑا (اسم مذكر) تعني الحسينية، إذًا بڑا امام باڑا تعني «الحسينية الكبيرة».

## تكوين البنيان
يضم مجمع الحسينية أيضًا مسجدًا ومتاهة وسردابًا. كما أن لها بوابتان مهيبتان تقودان الناس إلى القاعة الرئيسية. ويقال أن هناك 1024 طريقة للوصول إلى الشرفة ولكن هناك طريقان فقط للعودة أما البوابة الأولى أو البوابة الأخيرة. فهي بناية عرضية.

## الخلفية التاريخية
بدأ بناء الحسينية الآصفية في عام 1784، وهو عام شهد مجاعة مدمرة. كانت أحد أهداف آصف الدولة في القيام بهذا المشروع الضخم هو توفير فرص العمل للناس في المنطقة لما يقارب عقدًا من الزمان حتى انتهاء المجاعة. تم الانتهاء من بناء الحسينية في عام 1798 ميلادي. وتتراوح التكلفة التقديرية لبناء الحسينية بين نصف مليون روبية إلى مليون روبية. حتى بعد الانتهاء من البناء، كان نواب آصف الدولة ينفق ما بين أربع وخمسمائة ألف روبية على زخرفته سنويًا. وقد دفن فيها آصف الدولة بعد مماته.

## الفن المعماري

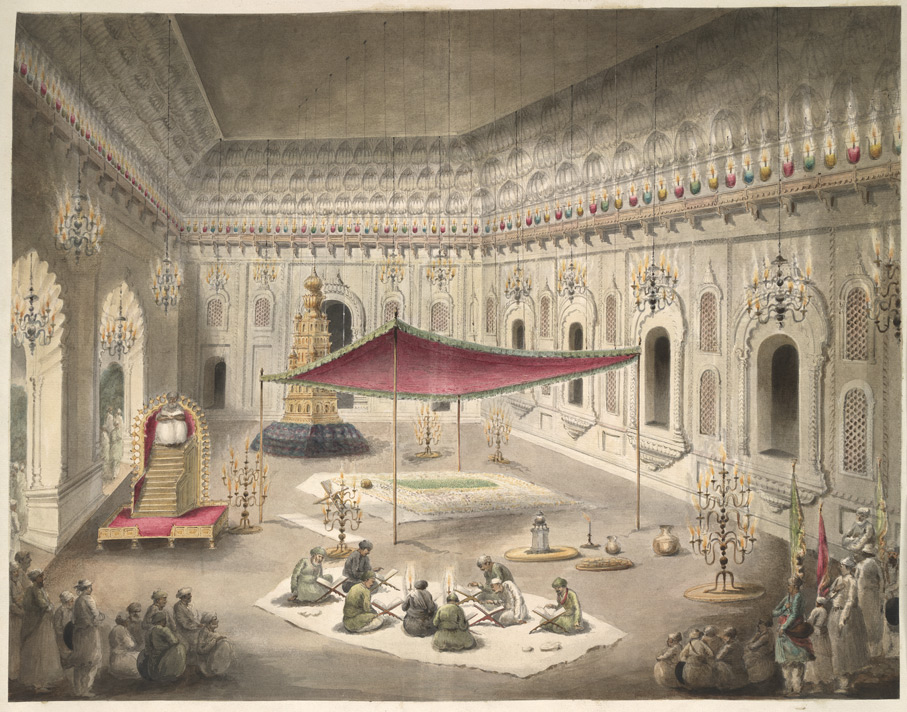
قبر آصف الدولة البسيط تحت مظلة داخل الحسينية؛ لوحة مائية لسيتا رام، حوالي. 1814-15

حصُل على تصميم الحسينية من خلال عملية تنافسية. الذي فاز به المهندس المعماري دلهي كفاية الله. ويرقد أيضًا مدفونًا في القاعة الرئيسية للحسينية. ومن السمات الفريدة الأخرى للمبنى أن الراعي والمهندس المعماري مدفونان بجانب بعضهما البعض. كما يتكون سقف الامام باڑہ من رماد قشر الأرز مما يجعل الحسينية الآصفية مبنى فريدًا.

### مسجد آصفي

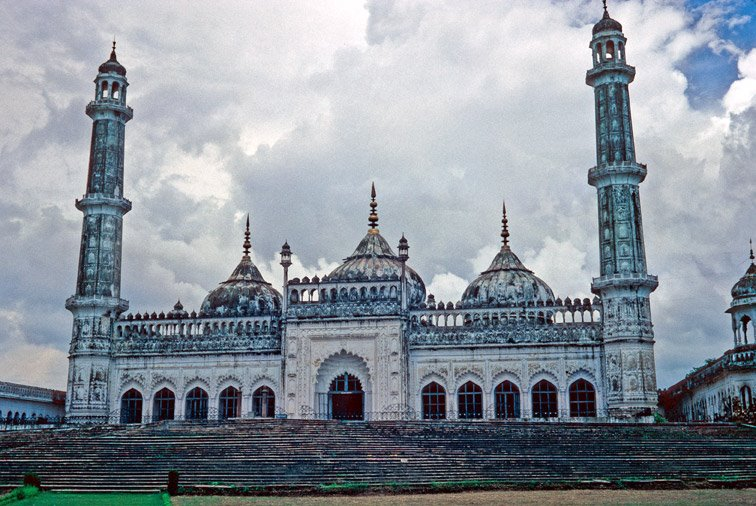
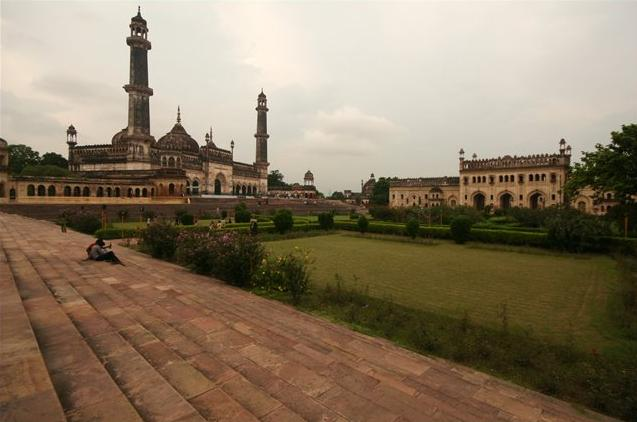
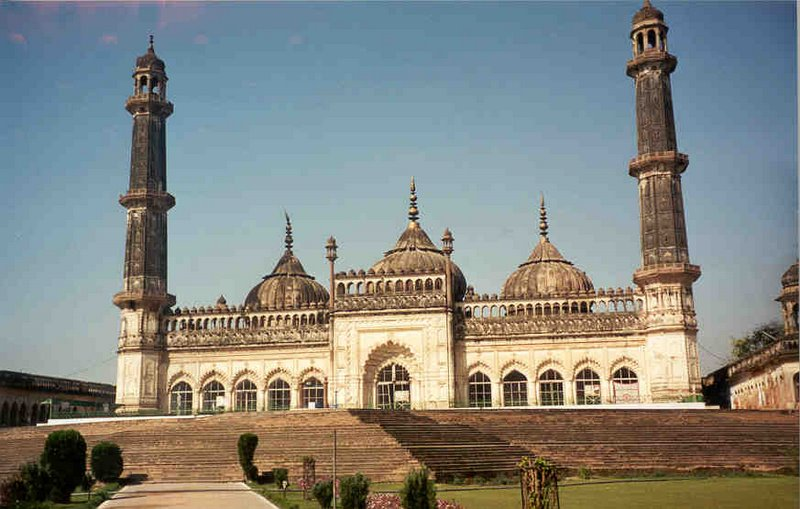
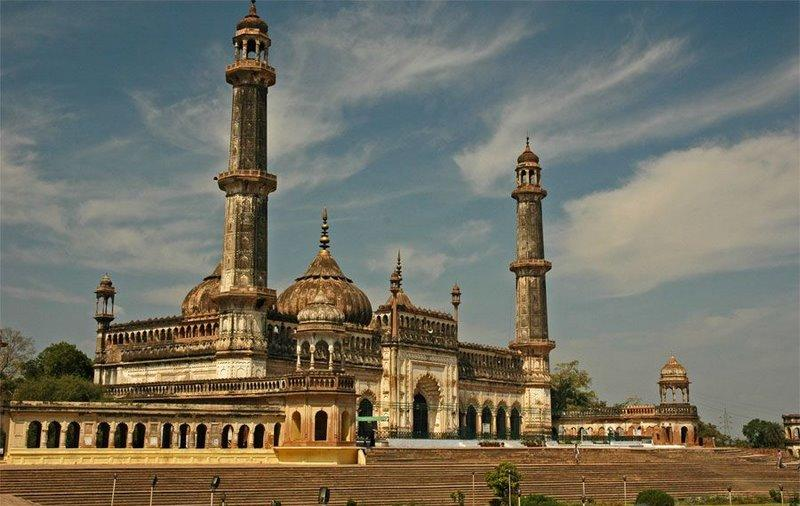

### دروازه

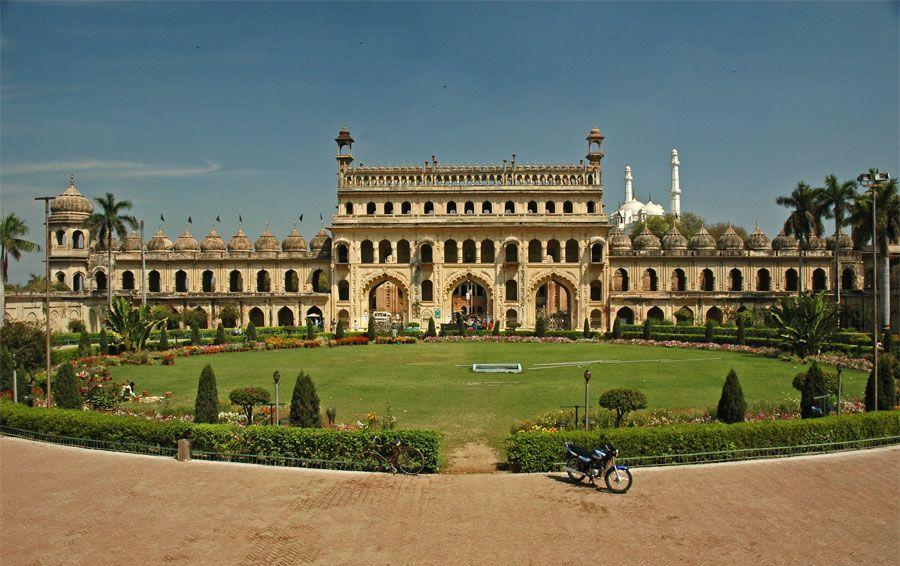
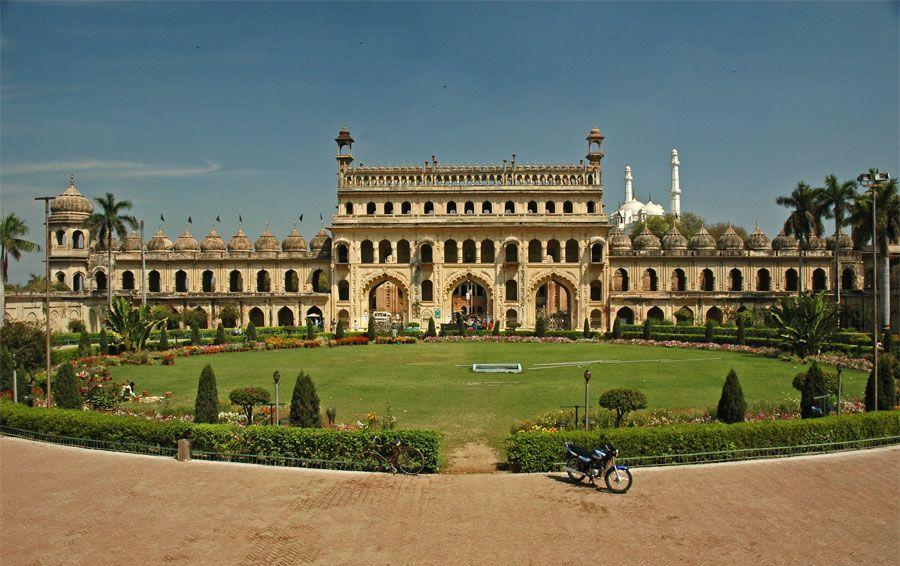
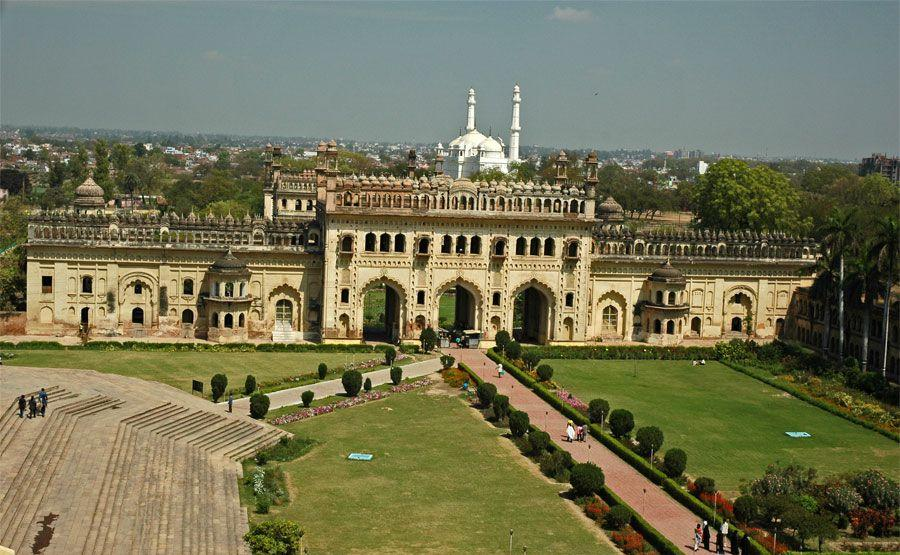
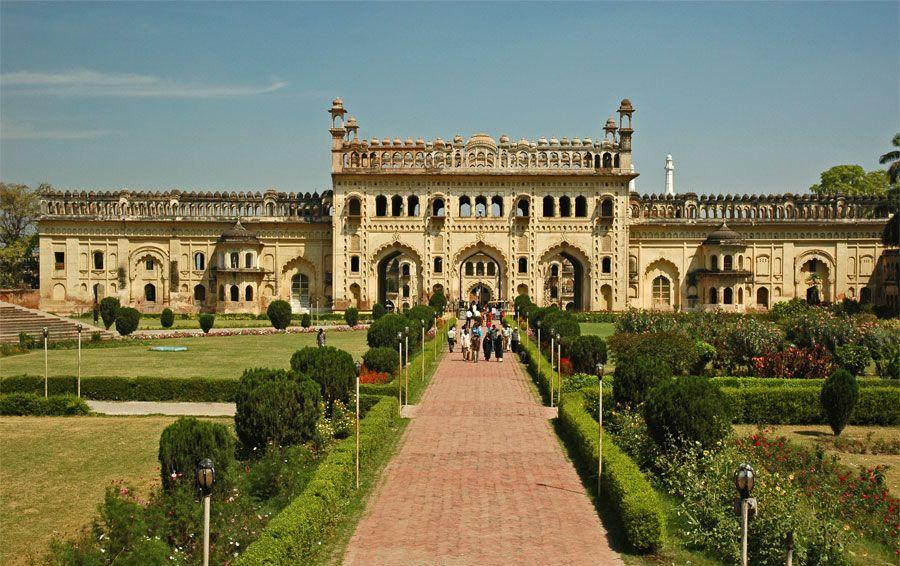
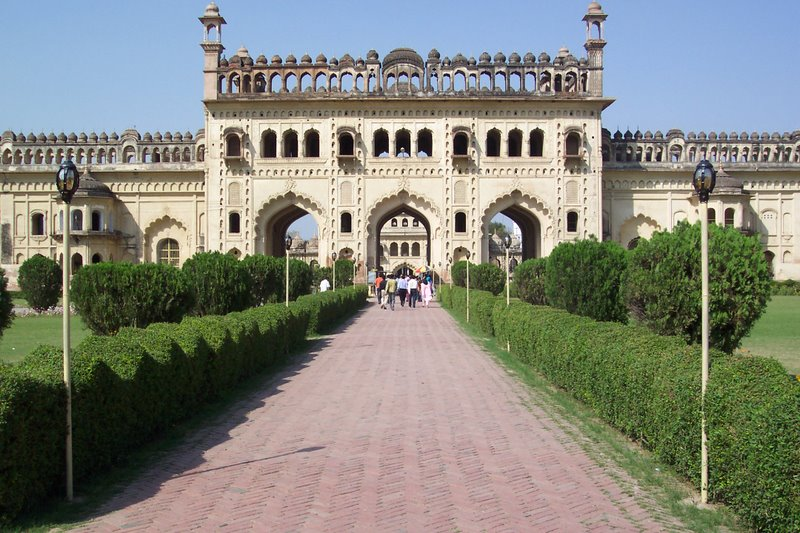
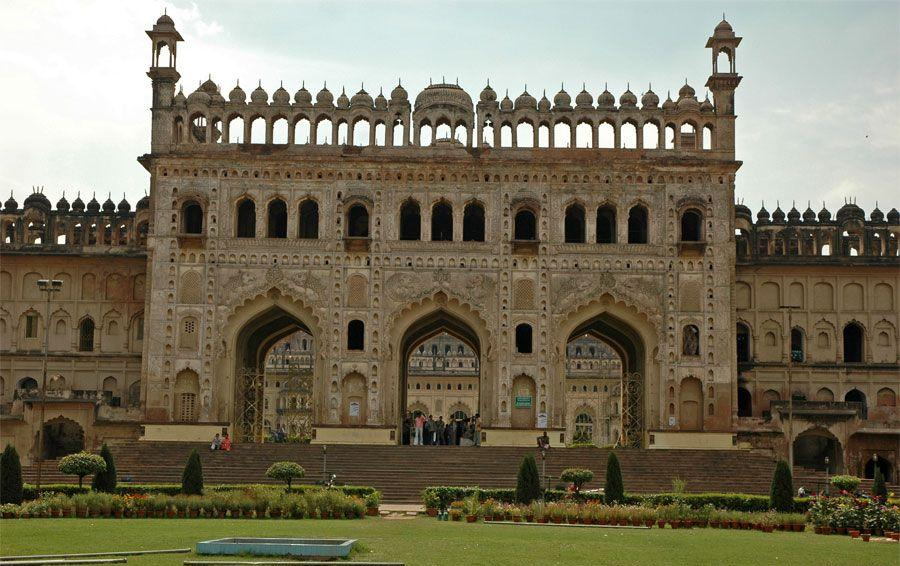

### القبة والمدخل

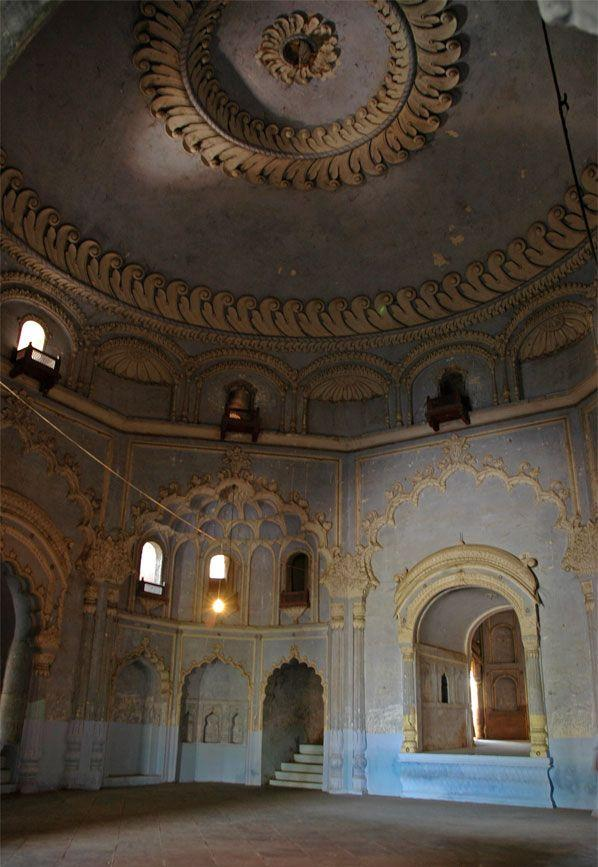
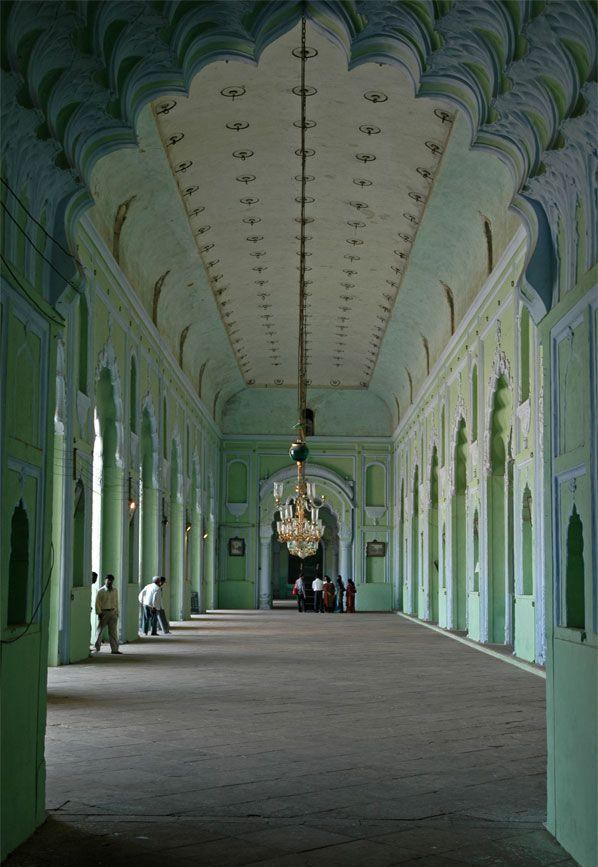
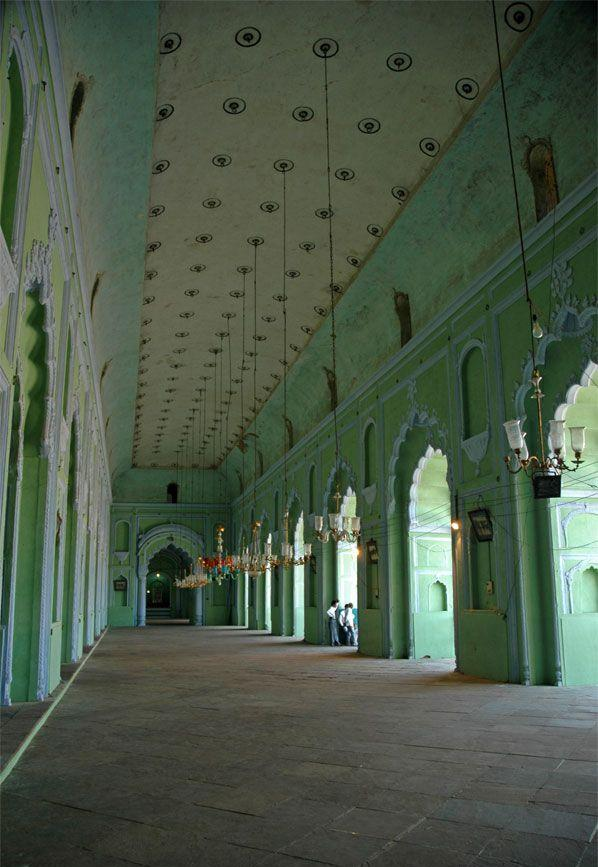
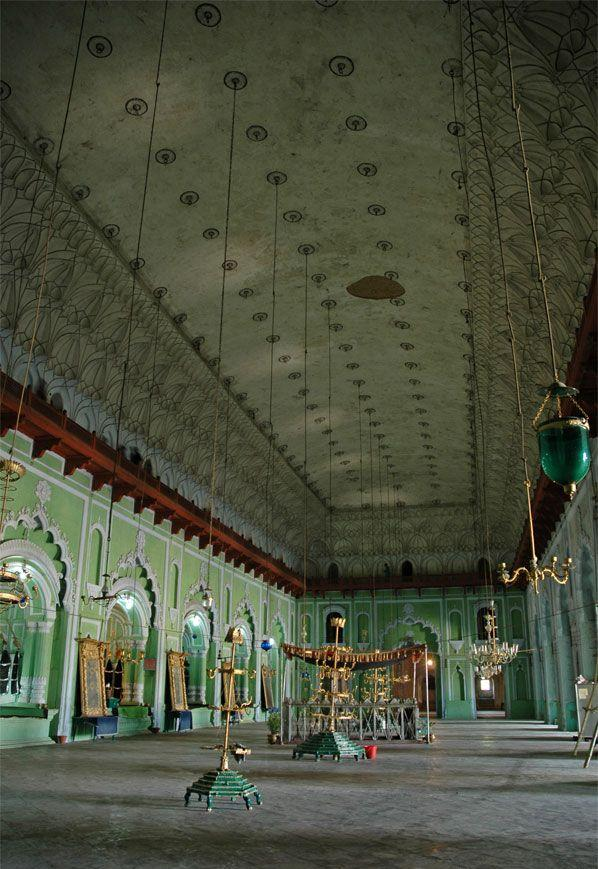
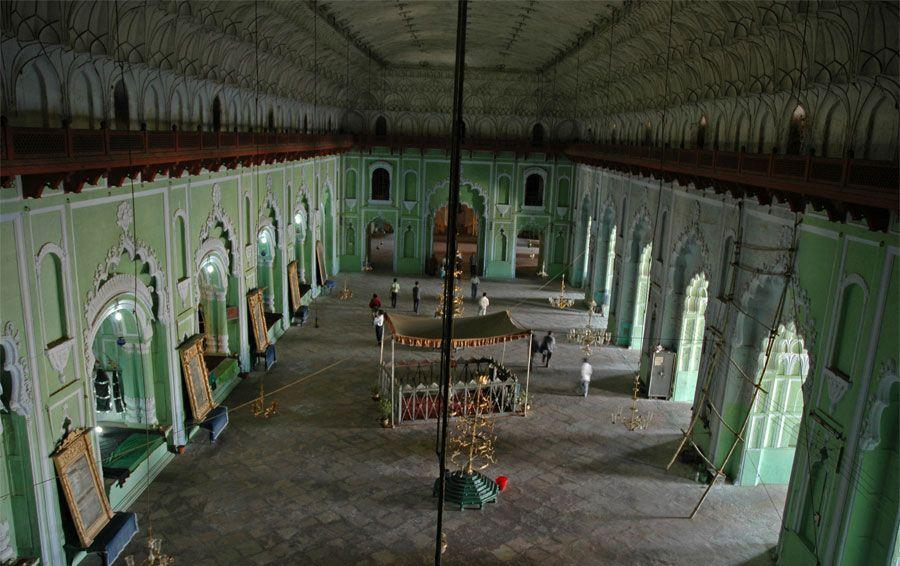
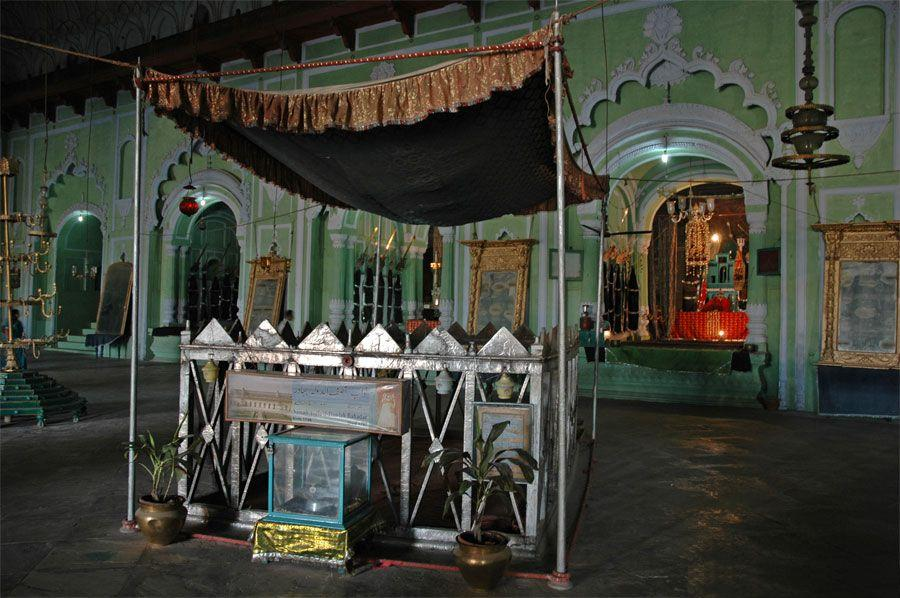

### الممرات

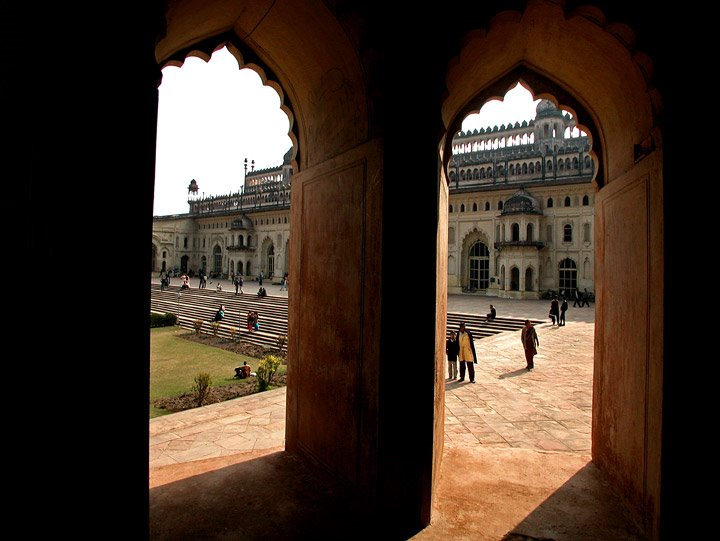
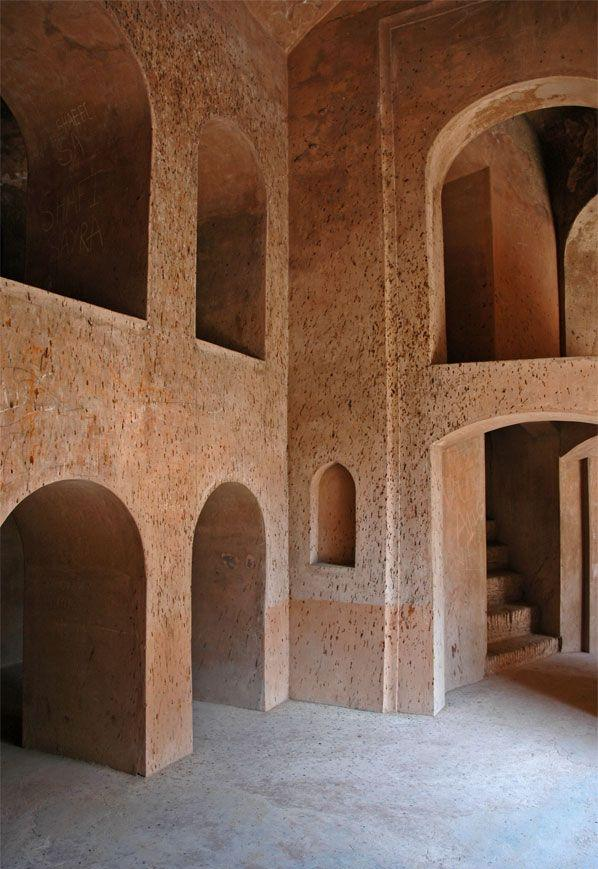
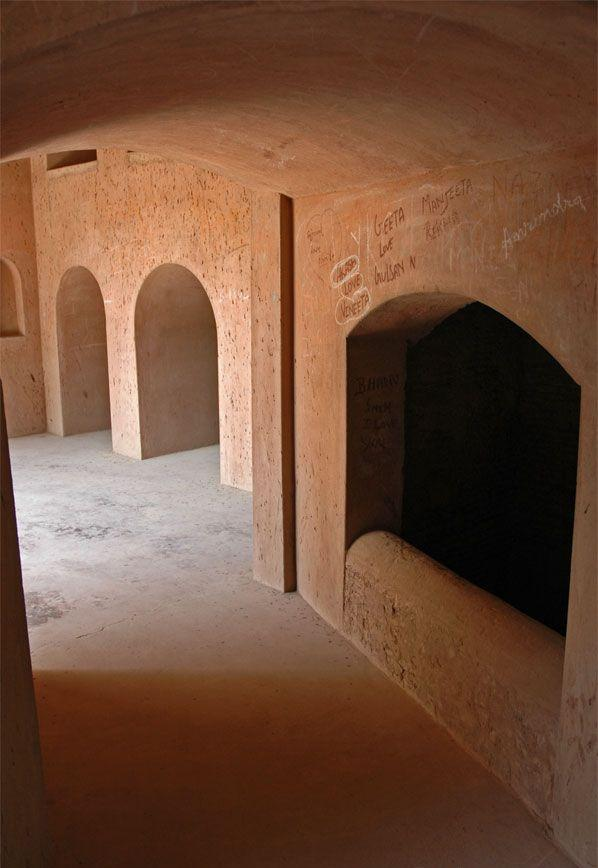
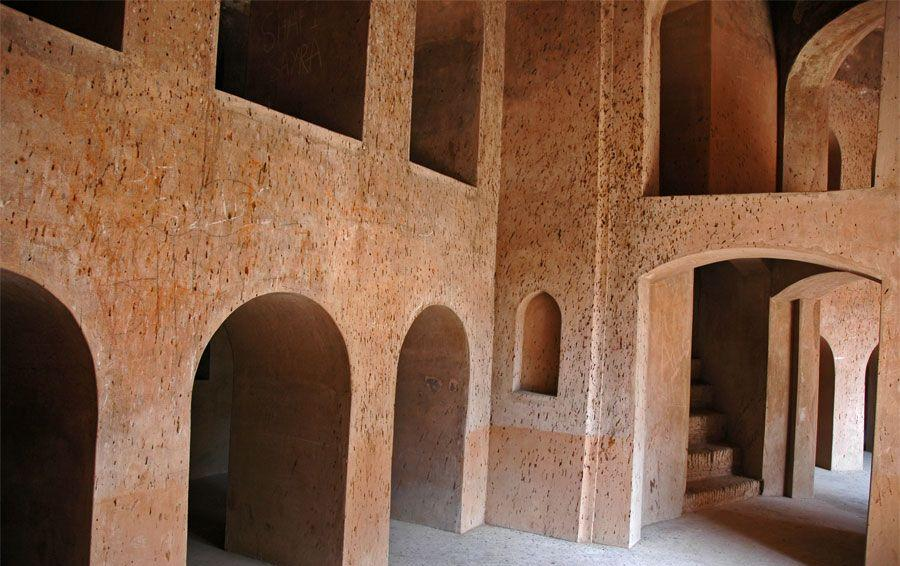
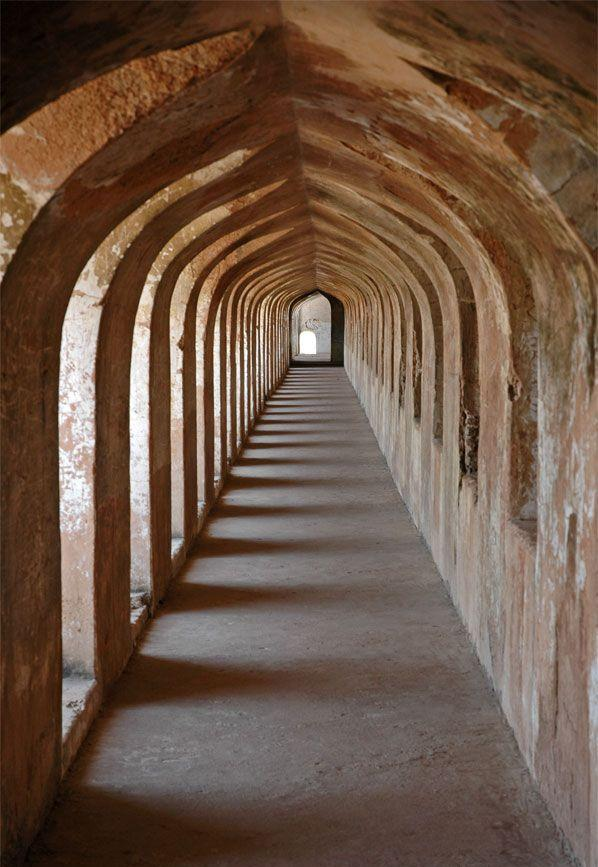
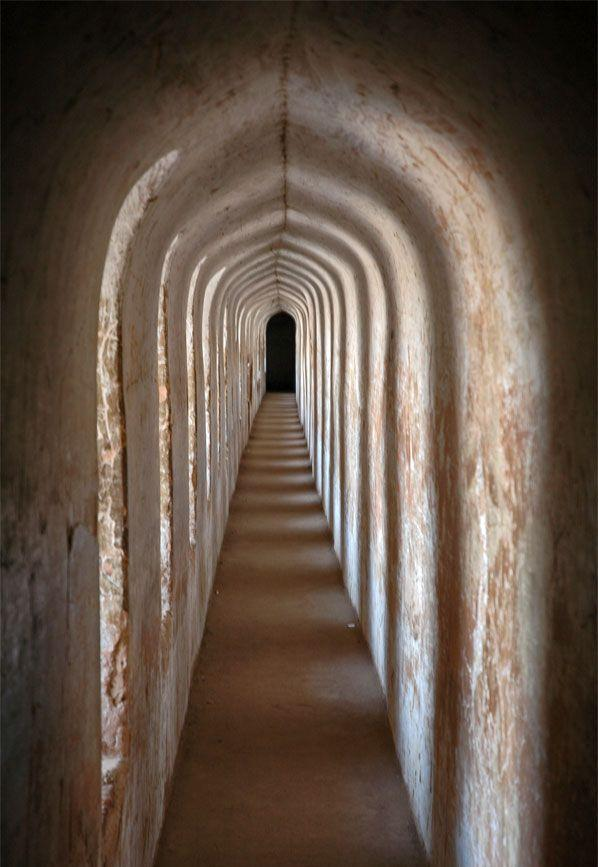

### السرداب

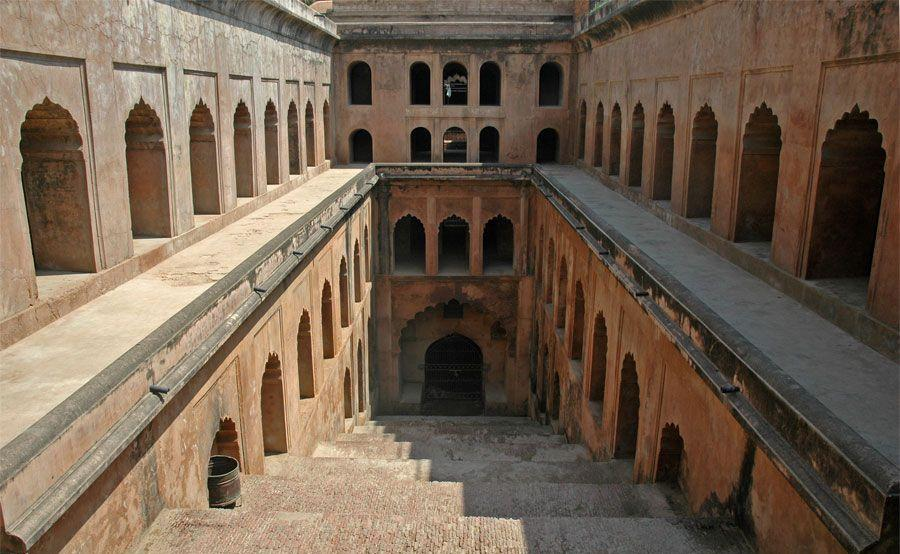
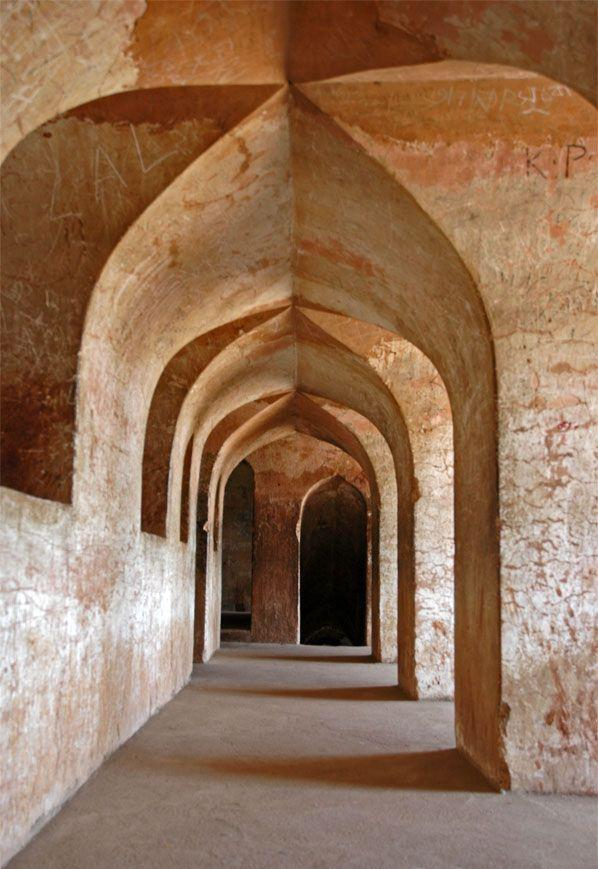
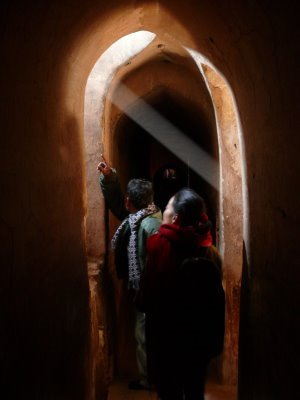

## حواشٍ
1. ↑  (بالأردية:آصفی امام باڑا)
2. ↑  (بالأردية: بَڑا اِمام باڑا، وبالهندية:बड़ा इमामबाड़ा)
3. ↑  بعد الحسينية النظامية.

## انظُر أيضًا
- الحسينية الصغيرة
- الحسينية النظامية
- الشيعة في الهند
- الشيعة في باكستان
- تاريخ الشيعة في شبه القارة الهندية
- شاه نجف إمامبارا